# Неприятности с девушками
«Неприятности с девушками» (англ. The Trouble with Girls (And how to get into it)) — художественный фильм-комедия 1969 года, одна из последних киноролей Элвиса. Фильм снят на киностудии «Metro Goldwyn Mayer». Премьера фильма состоялась 3 сентября 1969 года.

## Сюжет
Действие фильма происходит в маленьком городе Айовы в 1927 году. Уолтер Хейл, работающий менеджером странствующей школы (Элвис Пресли) организовывает прибытие труппы молодых учителей-актёров в город, где к тому времени разгорается скандал после убийства местного фармацевта Харрисона Уилби (Дэбни Коулмен). Несмотря на то, что находится человек, которого арестовывают за смерть Уилби, Уолтер понимает, что настоящий убийца — Нита (Шири Норт), одна из служащих Уилби. Уолтер заставляет Ниту признаться в совершённом ею преступлении во время традиционного летнего сбора учителей. Как выясняется, Нита была подвергнута сексуальному домогательству со стороны Уилби. Однако, допустимая самооборона девушки спасает её от тюрьмы.

## В ролях
- Элвис Пресли — Уолтер Хейл
- Мэрлин Мэйсон — Шарлин
- Николь Джаффе — Бетти
- Шири Норт — Нита Бикс
- Эдвард Эндрюс — Джонни
- Джон Кэррадайн — Мистер Древколт
- Анисса Джонс — Кэрол
- Винсент Прайс — Мистер Моралити
- Джойс Ван Паттен — Мод
- Пепе Браун — Вилли
- Дэбни Коулмен — Харрисон Уилби
- Билл Закерт — Майор Гилкрист
- Питт Херберт — Мистер Перпер
- Энтони 'Скутер' Тиги — Клоренс
- Мед Флори — Констебль
- Роберт Николс — Смит
- Хелен Уинстон — Ольга Прчильк
- Кевин О’Нил — Ял
- Фрэнк Уэлкер — Рутгерс
- Джон Рубинштейн — Присетон
- Чарльз Брайлз — Амхерст
- Пэтси Гаррет — Мисис Гилкрист
- Сьюзан Олсен — певица на прослушивании

## Саундтрек
Саундтрек фильма записан в октябре 1968 года на студии «United Recorders» в Лос-Анджелесе. Запись — «Clean Up Your Own Backyard», написанная Билли Стрэйндж и Маком Дэвисом была выпущена сразу с выпуском фильма. Запись была выпущена синглом («Б» сторона записи 1969 года, сделанной музыкантом в Мемфисе — «The Fair is Moving On»). Первая песня в трек-листе саундтрека — «Almost» вошла в альбом-компиляцию — «Let's Be Friends» 1970 года. Остальные песни оставались неизданными до смерти музыканта. Одна из них — «Swing Down Sweet Chariot» является перезаписанной версией песни Пресли, сделанной для его раннего госпел-альбома 1960 года — «His Hand in Mine». Эту песню часто ошибочно принимают за песню «Swing Low, Sweet Chariot» (известная композиция в жанре спиричуэлса). Однако, последняя совершенно различна по звучанию с первой.

### Список композиций
1. «Almost» (Бен Вейсман, Флоренс Кэй)
2. «Clean Up Your Own Back Yard» (Билли Стренж, Мак Дэвис)
3. «Swing Down Sweet Chariot» (арр: Элвиса Пресли)
4. «Violet (Flower of NYU)» (Рой С. Беннетт, Сид Теппер)

### Состав музыкантов
- Элвис Пресли — вокал
- The Mello Men — бэк-вокалы
- Геральд МакЖи, Мортон Маркер, Джозеф Гиббонс — гитара
- Макс Беннетт — бас-гитара
- Дон Рэнди — фортепиано
- Фрэнк Карлсон, Джон Гурин — барабаны

## Съёмки
- Фильм основан на романе 1960 года «Летний сбор учителей» (Chautauqua) Дэй Кина и Дуайт В. Бабкока. Название романа стало рабочим названием фильма, однако впоследствии фильм был переименован на название «Неприятности с девушками». Это связано, в первую очередь с тем, что создатели фильма были обеспокоены возможностью непонимания зрителями оригинальных титров фильма[1].
- Менеджер Пресли полковник Том Паркер предлагал актрису Джин Хейл для исполнительницы главной роли, но благодаря настойчивости режиссёра картины Питера Тьюксбери на роль была выбрана другая актриса (Мэрлин Мэйсон)[1].
- Анисса Джонс, известная по роли Баффи в телевизионной программе «Дело семейное» также исполнила роль в фильме[2]. (англ.)
- Фильм «Неприятности с девушками» был выпущен верхней половиной двойного сеанса, разделяя экран с драмой — Вспышка с участием Ракель Уэлч[3]. (англ.)

### Рецензии на фильм
- Рецензия Чэда Плембека на сайте 3-B Theater (англ.)

### Рецензии наDVD
- Рецензия Архивная копия от 27 сентября 2007 на Wayback Machine Жона Дэнжира на сайте digitallyobsessed.com, 2 августа 2004. (англ.)
- Рецензия Билла Тридвея на сайте DVD Verdict, 23 июля 2004. (англ.)